# Title Fight
Title Fight foi uma banda de rock norte-americana, fundada em 2003 no estado da Pensilvânia e dissolvida em 2018. A sonoridade da banda é influenciada por vários estilos musicais, em especial o rock alternativo e o hardcore dos anos 90.
O grupo era formado por Jamie Rhoden (voz/guitarra), Shane Moran (guitarra) e pelos irmãos Ned Russin (voz/baixo) e Ben Russin (bateria).

## História

### O começo
O Title Fight foi formado em 2003 como uma banda composta por Jamie Rhoden na guitarra e vocais, Ned Russin no baixo e irmão gêmeo de Ned, Ben na bateria, fazendo shows locais em Kingston e Wilkes-Barre, PA. Ned Russin afirma que seu irmão mais velho, Alex Russin é uma grande influência na formação do Title Fight. Seu nome veio da capa de um antigo guia da HBO que Ned leu no sótão quando era mais novo. Além de bandas populares de punk, Rhoden afirma que o Positive Numbers Youth Crew Fest (um festival anual de hardcore / punk em Wilkes-Barre, PA) influenciou a formação da banda. A banda produziu uma demo intitulada "Down for the Count" em 2003 que ainda está disponível na internet. 

### Progressão e crescimento
Eles gravaram um "split" com o Erection Kids em 2007 na FlightPlan Records. Os membros da Erection Kids mais tarde formaram o Balance And Composure. A banda rapidamente acompanhou seu primeiro lançamento com o Kingston 7 "(também no FlightPlan Records) em 2008. Title Fight tocou com o Fireworks em sua turnê com o Set Your Goals Summer de 2007, levando ao Jeff (proprietário do Run For Cover Records) a descoberta de Title Fight. Em 16 de outubro de 2008, foi anunciado que a banda assinou com Run for Cover Records. The Last Thing You Forget 7 "foi gravado em dezembro de 2008 no Getaway Group em Massachusett com Jay Maas e lançado em junho de 2009 pela Run for Cover Records. O 7 "apresentou três novas músicas, enquanto o lançamento do CD apresentava todos os seus lançamentos até o momento. O trabalho artístico do álbum foi feito por John Slaby, um amigo de Wilkes-Barre. 

## Integrantes
- Jamie Rhoden - voz e guitarra
- Shane Moran - guitarra
- Ned Russin - voz e baixo
- Ben Russin - bateria

## Discografia

### Álbuns de estúdio
- Shed (2011, SideOneDummy Records)[4]
- Floral Green (2012, SideOneDummy)[4]
- Hyperview (2015, ANTI-Records)[4][5]

### EPs
- Down for the Count (2003, Six Feet Under Records)
- Light Up The Eyes (2006)
- Kingston (2007, Flight Plan Reecords/Six Feet Under Records)
- The Last Thing You Forget (2009, Run For Cover Records)[4]
- Spring Songs (2013, Revelation Records)

## Splits
- Erection Kids Vs. Title Fight (2007, split com The Erection Kids, Flight Plan Reecords)
- Touché Amoré / Title Fight (2013, split com Touché Amoré, Sea Legs Records)